# 坦帕 (科羅拉多州)
坦帕（英語：Tampa）是位於美國科羅拉多州韋爾德縣的一個非建制地區。該地的面積和人口皆未知。

## 地理
坦帕的座標為40°09′00″N 104°27′20″W / 40.15000°N 104.45556°W，而該地的平均海拔高度為1467米（即4813英尺）。